# 尹礼温
尹 礼温（ゆん・れおん、2001年6月30日 - ）は、ジャパンラグビーリーグワン東芝ブレイブルーパス東京に所属するラグビー選手。

## プロフィール
- ポジションはロック(LO)、フランカー(FL)、ナンバーエイト(No8)。
- 身長: 184 cm、体重: 100 kg
- U20日本代表候補に選ばれたことがある[1]。

## 略歴
2020年、大阪朝鮮高校卒業後、帝京大学に入る。
2024年、アーリーエントリーで東芝ブレイブルーパス東京に加入。